# Луцій Скрибоній Лібон (консул 34 року до н. е.)
Луцій Скрибоній Лібон (87 до н. е. — після 21 до н. е.) — політичний та військовий діяч Римської республіки, консул 34 року до н. е.

## Життєпис

### Молоді роки
Походив із заможного роду Скрибоніїв. Син Луція Скрибонія Лібона, квестора 80 року до н. е., та Сентії. У 62 році до н. е. обіймав посаду монетарія. Був близьким другом Помпея і користувався його довірою. У 56 році до н. е. входив до сенату, підтримав пропозицію народного трибуна Публія Плавція Гіпсея доручити Гнею Помпею відновлення царя Птолемея Авлета на єгипетському троні. Перебував у скрутному матеріальному становищі і мав безліч боргів, у зв'язку з чим був звинувачений Гельвієм Манциєм перед цензорами, а інтереси Лібона захищав Помпей.

### Громадянська війна
У 49 році до н. е. Скрибоній Лібон приєднався до Помпея у громадянській війні. Повинен був захищати Етрурію, однак відразу ж був вигнаний звідти Марком Антонієм. Після цього взяв у Ампія Бальби командування над новобранцями у Кампанії. У Брундізії виступав посередником у перемовинах Гнея Помпея з Гаєм Цезарем, але без успіху. У 49 році до н. е. командував лібурнськім флотом Помпея. Спільно з Марком Октавієм витіснив з Далмації Публія Корнелія Долабеллу та узяв у полон Гая Антонія. Після переправи Цезаря з Італії до Епіру Луцій Лібон був відрізаний від суходолу і знову вступив у перемовини з Цезарем. Запропонував себе на роль посередника в перемовинах з Помпеєм, але Цезар зажадав вільного проїзду своїх послів до Помпея. Лібон відмовився гарантувати їхню безпеку. Зважаючи на це Цезар не продовжив укладеного з ним перемир'я. Після смерті Марка Бібула Лібон став командувачем помпейнського флоту. Намагався блокувати Брундізій, щоб перешкодити переправі інших військ Цезаря, однак зазнав поразки і змушений був відійти.
До 46 року до н. е. Скрибоній замирився з Цезарем й перебрався до Італії. Тут він займався хронологічними дослідженнями і опублікував аннали. У 44 році до н. е., після вбивства Цезаря, виступав посередником поміж своїм зятем Секстом Помпеєм й римським урядом.
Наприкінці 43 року до н. е. був проскрибований тріумвірами. Тому Лібон втік до Сицилії до Секста Помпея. У 40 році до н. е. після Перузійської війни Лібон супроводжував матір Марка Антонія — Юлію — до Греції, де на той час був Антоній. Тут Скрибоній домагався укладення союзу між ним і Секстом. Дізнавшись про це, Октавіан захотів залучити Лібона на свій бік, для чого одружився з сестрою Луція Скрибонією. Незабаром морська блокада, встановлена Секстом Помпеєм, і викликаний нею голод призвели до масового безладдя в Італії. Тріумвіри були змушені вступити в перемовини з Секстом і звернулися до Лібона за посередництвом. Той зміг організувати особисту зустріч полководців, яка закінчилася укладанням Путеольскої мирної угоди, згідно з якою Лібон був заздалегідь призначений консулом на 34 рік до н. е. (разом з Марком Антонієм), а його онука заручена з Марцеллом, небіжем Октавіана.
Після укладення миру Лібон мабуть, залишався на Сицилії разом з Секстом Помпеєм, де продовжував підтримувати його після відновлення військових дій з тріумвірами. Разом з ним утік на Схід після поразки в битві при Навлосі у 36 році до н. е деякий час намагався продовжувати опір, проте, переконавшись, що справа Секста безнадійна, перейшов на бік Антонія. У 34 році до н. е. Скрибоній Лібон став членом колегії септемвірів епулонів та у 29 році до н. е. — арвальских братів.

## Родина
- Скрибонія, дружина Секста Помпея
- Луцій Скрибоній Лібон, батько Луція Скрибонія Лібона, консула 16 року, та Марка Скрибонія Лібона Друза, претора 16 року до н. е.
- Марк Лівій Друз Лібон, консул 15 року до н. е.